# Vasîlivka, Berezivka
Vasîlivka (în ucraineană Василівка) este un sat în comuna Mîkolaiivka din raionul Berezivka, regiunea Odesa, Ucraina.

## Demografie
Componența lingvistică a localității Vasîlivka
     Ucraineană (88,02%)
     Română (5,81%)
     Rusă (1,27%)
     Alte limbi (0,36%)
Conform recensământului din 2001, majoritatea populației localității Vasîlivka era vorbitoare de ucraineană (88,02%), existând în minoritate și vorbitori de română (5,81%), armeană (4,54%) și rusă (1,27%).